# Samuel Coleridge-Taylor
Samuel Coleridge Taylor (Londres, Regne Unit, 15 d'agost de 1875 - 1 de setembre de 1912) fou un compositor anglès. Estudià violí i composició al Royal College of Music donant-se a conèixer avantatjosament el 1893 amb algunes obres de música de cambra i simfòniques, entre aquestes últimes la seva notable trilogia Hiawatha per a gran orquestra. En la seva abundant producció musical i que comprèn obres de tots els gèneres, destaquen la referida trilogia, un sonet, un quintet per a clarinet i instruments d'arc, una Gipsy Suite, un Idyll per a orquestra, l'oratori The Atonement, la seva Simfonia en la menor i la rapsòdia Kubla Khan, per a contralt, cor i orquestra. També va compondre força música per a piano, antífones i música d'escena. Compositor de poderosa individualitat i sòlida tècnica orientada vers el modernisme, la seva orquestració es distingeix per la brillantor i el colorit.